# 江口勝也
江口 勝也（えぐち かつや、1965年4月7日 - ）は、日本のゲームクリエイター。『どうぶつの森』シリーズの製作者として知られる。任天堂企画制作本部副本部長。

## 経歴
東京で生まれた後、千葉県で育つ。1986年任天堂入社。『スーパーマリオブラザーズ3』でデザインを担当する前は広告用のアートワークを描いていた。『スターフォックス』で初めてディレクションを担当し、その後も任天堂の中核的なタイトルを開発し、『おいでよ どうぶつの森』以降はプロデューサーとして開発を指揮している。また、Wii Uでは初めてハードウェアをプロデュースしている。任天堂情報開発本部制作部部長や同社情報開発本部副本部長を経て、2015年9月16日付で同社企画制作本部副本部長に就任。

## 作品
- スーパーマリオブラザーズ3：デザイン
- スーパーマリオワールド：デザイン
- スターフォックス：ディレクション
- スターフォックス2：ディレクション
- ウェーブレース64：ディレクション
- ヨッシーストーリー：チーフデザイナー
- マリオアーティストシリーズ：アドバイザー
- どうぶつの森：ディレクション
- どうぶつの森+：ディレクション
- どうぶつの森e+：ディレクション
- おいでよ どうぶつの森：プロデューサー
- Wii Sports：プロデューサー
- はじめてのWii：プロデューサー
- スターフォックス コマンド：スーパーバイザー
- Wii Music：コ・プロデューサー
- 街へいこうよ どうぶつの森：プロデューサー
- Wii Sports Resort：プロデューサー
- とびだせ どうぶつの森：プロデューサー
- Nintendo Land：プロデューサー
- Wii U：ハードウェアプロデューサー
- ゼルダの伝説 ムジュラの仮面 3D：シニアプロデューサー
- スプラトゥーン：ゼネラルプロデューサー
- どうぶつの森 ハッピーホームデザイナー：ゼネラルプロデューサー
- ゼルダの伝説 トライフォース3銃士：スーパーバイザー
- Tank Troopers：ゼネラルプロデューサー
- ARMS：ゼネラルプロデューサー
- スプラトゥーン2：ゼネラルプロデューサー
- スターリンク バトル・フォー・アトラス（Nintendo Switch版）：プロデューサー
- ルイージマンション3：プロジェクトマネジメント
- ストレッチャーズ：プロデューサー
- あつまれ どうぶつの森：ゼネラルプロデューサー
- Good Job!：プロデューサー
- Xenoblade Definitive Edition：プロデューサー
- 世界のアソビ大全51：プロデューサー
- ペーパーマリオ オリガミキング：プロジェクトマネージメント
- カービィファイターズ2：ゼネラルプロデューサー
- はたらくUFO（Nintendo Switch版）：ゼネラルプロデューサー
- バディミッション BOND：プロデューサー
- おすそわける メイド イン ワリオ：プロジェクトマネージメント
- スプラトゥーン3：ゼネラルプロデューサー

## 備考
海外ゲーム情報サイトのインタビューによると、好きなグループは「ももいろクローバーZ」で、好きな映画はホラー、好きなTV番組はバラエティ番組。最も好きなビデオゲームとして初代「Diablo」を挙げている。また、自らが担当した作品で最も気に入っているものはマリオシリーズと「ウェーブレース64」と語っている。